# MTZ–80

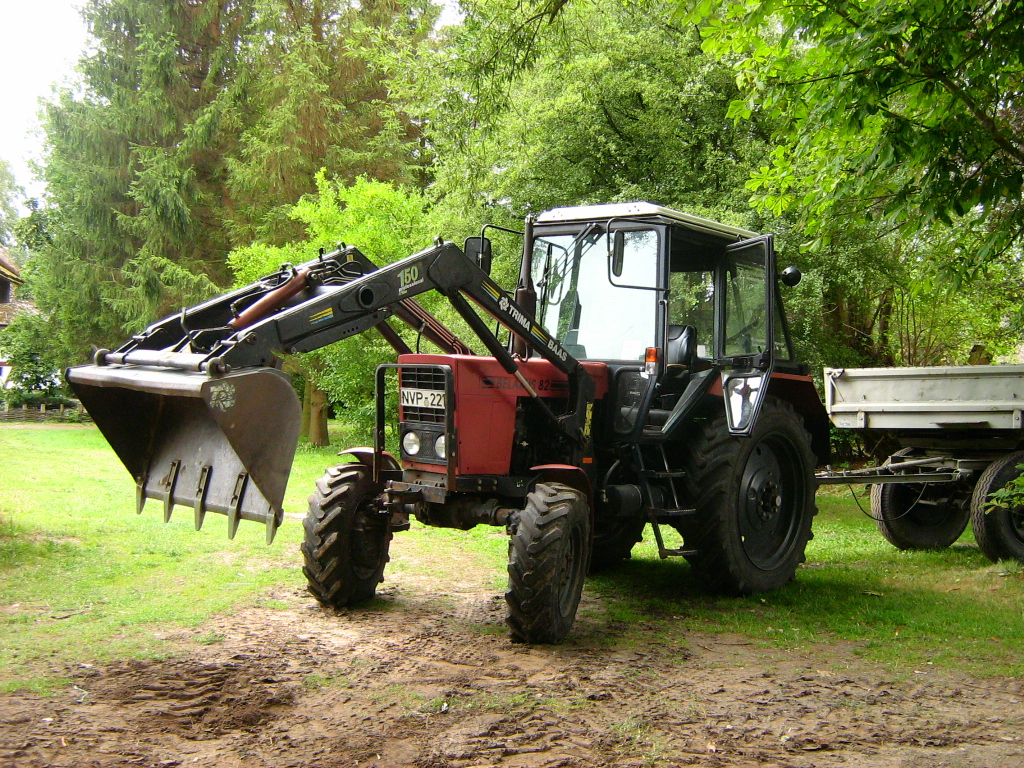
Homlokrakodóval felszerelt MTZ–82

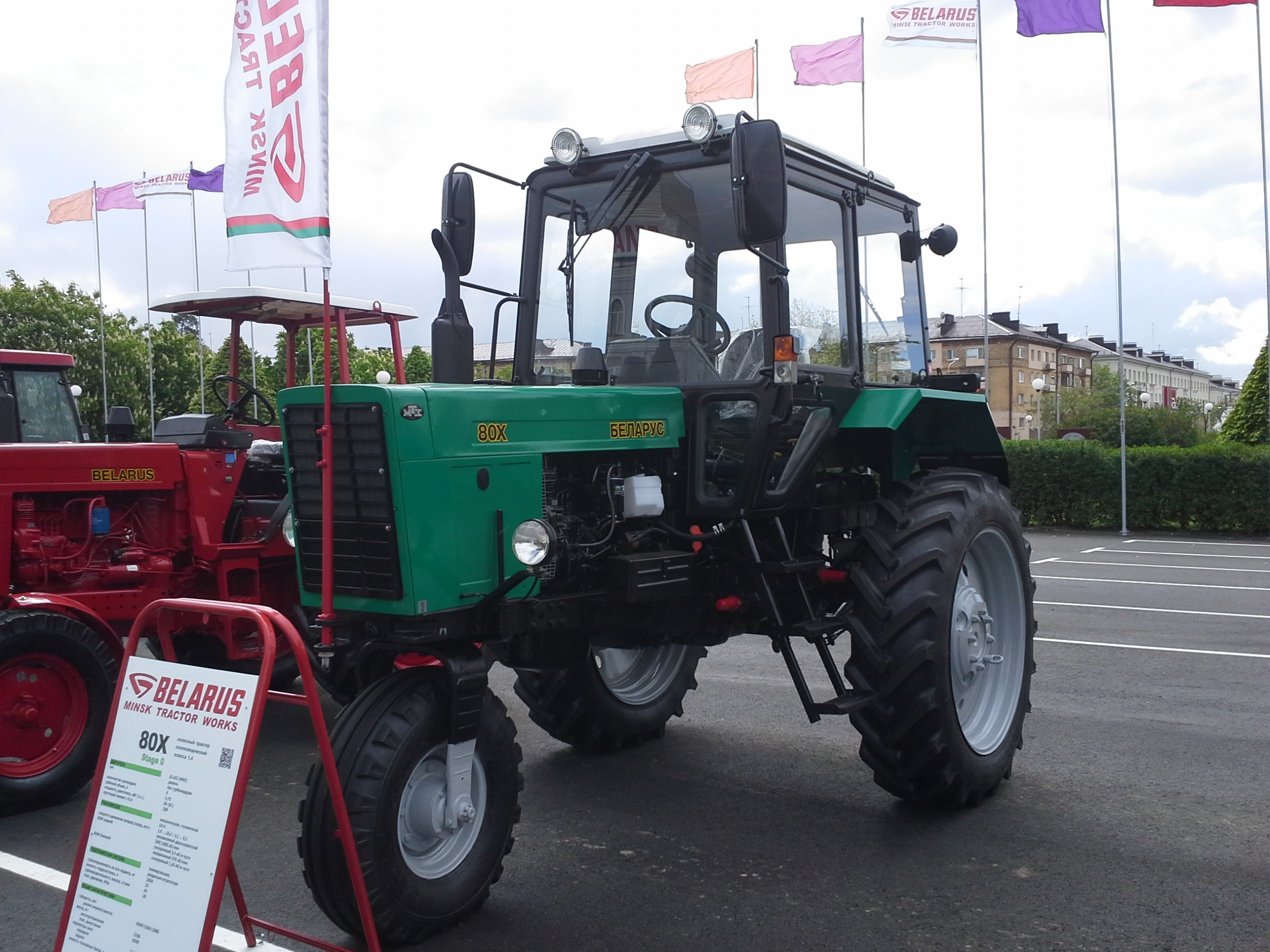
A háromkerekű gyapotművelő MTZ–80H

Az MTZ–80 (cirill betűkkel: МТЗ–80) és az MTZ–82 a Minszki Traktorgyárban gyártott általános célú, a 14 kN-os vonóerőosztályba tartozó mezőgazdaságivontató-család. Az MTZ–80 hátsókerék-meghajtású, segédmellsőkerék-hajtású változata az MTZ–82. Sorozatgyártása 1974-ben kezdődött és napjainkban is folyik, több típusváltozatban készül. Konstrukciója az MTZ–50/52 típuson alapul, annak modernizált, jelentősen átalakított változata. A két típus számos alkatrésze csereszabatos.

## Műszaki jellemzői
Klasszikus kialakítású mezőgazdasági vontató, elől elhelyezett motorral, nagyobb átmérőjű hátsó, és kisebb átmérőjű mellső kerekekkel, a hátsó kerekek fölött elhelyezett vezetőfülkével. A motor fél keretvázon helyezkedik el, mely az önhordó hajtómű-blokkhoz kapcsolódik. Az MTZ–80/82 traktorokba a Minszki Motorgyár 4CS11/12,5 dízelmotor-motorcsalád D–204 és D–243 modelljeit építik. A motor dugattyúban kialakított örvénykamrás kialakítású, Hengerűrtartalmuk 4,75 l, névleges teljesítményük 55 kW (80 LE).

## Típusváltozatok
- MTZ–82R – Rizsföldek, és egyéb, vízelárasztásos technológiát igénylő területek művelésére kialakított speciális változat.
- MTZ–82N – Hegyi régiókba szánt, meredek területekre az MTZ–82 bázisán kialakított változat. A traktor borulás elleni stabilitásának növelésére lejjebb helyezték a jármű tömegközéppontját. Ezt az első és hátsó kerekek átmérőjének csökkentésével oldották meg.
- MTZ–80K – "krutoszilnij", meredek emelkedőkön (20 °-ig) történő munkavégzésre
- MTZ–80H – gyapotültetvények művelésére kialakított változat, a jobb fordulékonyság érdekében – egy első kerékkel
- MTZ–80H2 – gyapotföldek művelésére szolgáló jármű